# Charlotte Perrelli
Anna Jenny Charlotte Perrelli, z domu Nilsson (ur. 7 października 1974 w Hovmantorp) – szwedzka piosenkarka, pisarka i prezenterka telewizyjna.
Dwukrotna zwyciężczyni programu Melodifestivalen (1999, 2008). Laureatka 44. Konkursu Piosenki Eurowizji (1999).

## Życiorys

### Młodość
Urodziła się w Hovmantorpii w gminie Lessebo. Mając 13 lat, dołączyła do lokalnego zespołu tanecznego Bengt Ingvars, działającego w Hovmantorp w prowincji Smalandia w południowej Szwecji. Z czasem grupa zmieniła nazwę na Bengt Ingvars med Charlotte. Uczęszczała do Wyższej Szkoły Artystycznej w Växjö, gdzie równolegle występowała jako liderka zespołu Kendix.

### Kariera muzyczna
W 1994 rozpoczęła karierę wokalną w zespole tanecznym Andersa Engbergsa, z którym wydała dwa albumy studyjne. W 1997 odeszła z grupy i nawiązała współpracę z zespołem Wizex, z którym wydała kolejne dwie płyty w swoim dorobku, Mot nya mål i Tusen och en natt. Za pierwszy byli nominowany do nagrody Grammi w kategorii „najlepszy album”, a za drugi odebrali status złotej płyty za wysoką sprzedaż w Szwecji.
W 1999 wzięła udział w Melodifestivalen, krajowych eliminacjach do Konkursu Piosenki Eurowizji, do których zgłosiła się z utworem „Tusen och en natt”. W finale zdobyła największą liczbę 217 punktów od jurorów i telewidzów, zostając reprezentantką Szwecji podczas 44. Konkursu Piosenki Eurowizji organizowanego w Jerozolimie. Po finale eliminacji nagrała anglojęzyczną wersję piosenki („Take Me to Your Heaven”), z którą 29 maja zwyciężyła w finale Eurowizji, zdobywszy 163 punkty. Po wygranej w konkursie wyruszyła w trasę koncertową po Europie oraz zaczęła pracę nad materiałem na debiutancki album, zatytułowany po prostu Charlotte. Z powodu konfliktu z krajowym nadawcą SVT nie wystąpiła jako gość specjalny podczas finału 45. Konkursu Piosenki Eurowizji, co uchodzi za tradycję konkursu.
W 2001 wydała drugi album studyjny pt. Miss Jealousy, który promowała singlem „You Got Me Going Crazy”. Po wydaniu płyty wyruszyła w kolejną trasę koncertową po kilku krajach w Europie oraz po Nowej Zelandii. W 2003 poprowadziła pierwszy koncert półfinałowy podczas Melodifestivalen 2003, zadebiutowała w roli Marii Magdaleny w szwedzkiej wersji musicalu Jesus Christ Superstar i wydała singiel „Broken Heart”, który zapowiedziała album pt. Gone Too Long wydany w 2004. Z płytą dotarła do pierwszego miejsca krajowej listy sprzedaży. Album promowała także singlem „A Million Miles Away”. Latem wystąpiła podczas trasy koncertowej Rhapsody in Rock. Na początku 2005 zasiadła w komisji jurorskiej programu Inför Eurovision, podczas którego oceniane były eurowizyjne propozycje biorące udział w 50. Konkursie Piosenki Eurowizji.

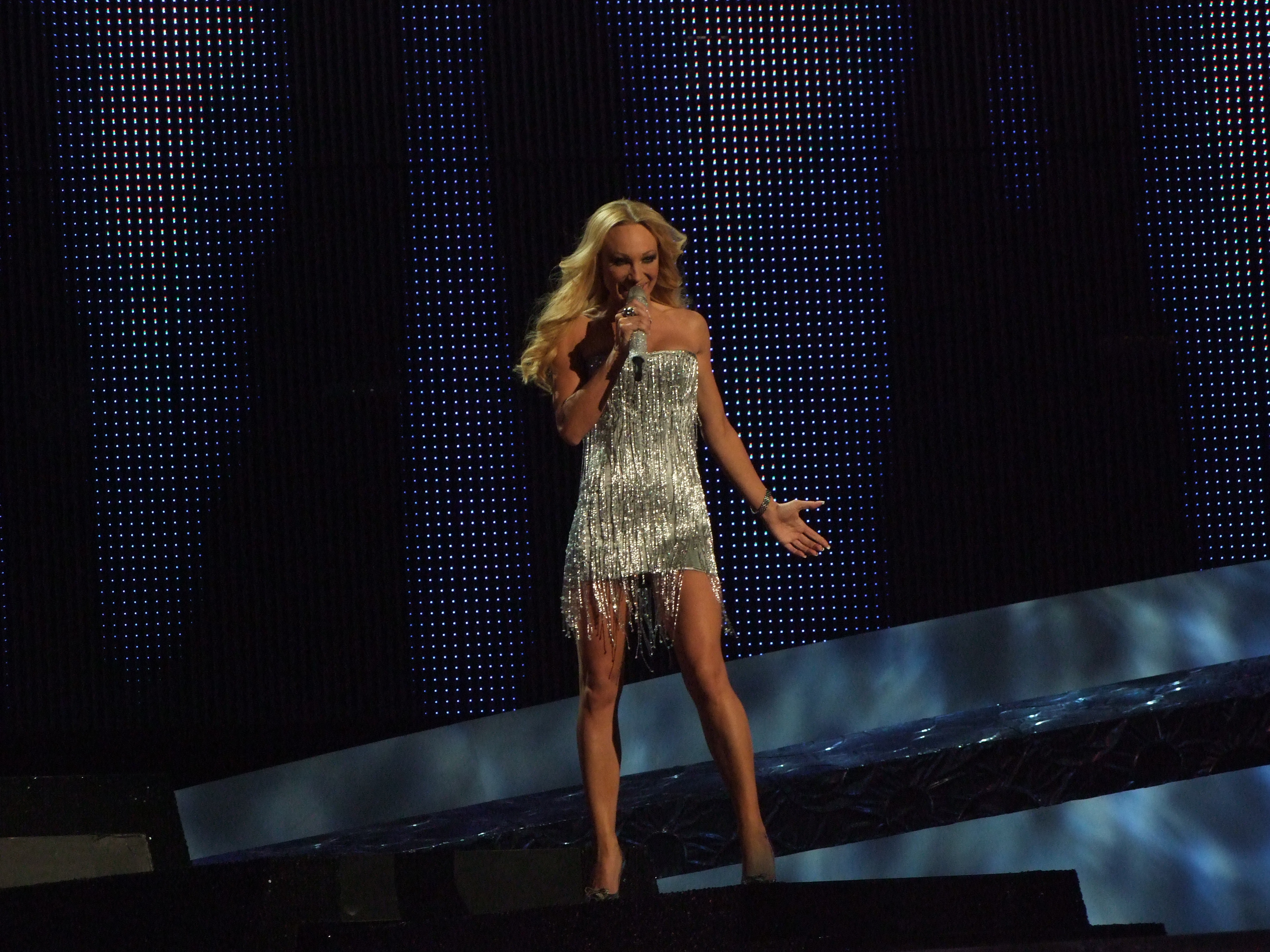
Perrelli w 53. Konkursie Piosenki Eurowizji (2008)

W 2006 wydała album studyjny pt. I din röst, który nagrała ku czci Moniki Zetterlund. W 2007 odbyła trasę koncertową po Szwecji i wydała dwa premierowe single: „Som du” i „Jag är tillbaks”. W 2008 z utworem „Hero” zwyciężyła w finale programu Melodifestivalen 2008, dzięki czemu reprezentowała Szwecję w 53. Konkursie Piosenki Eurowizji. Przed konkursem była jedną z faworytek do wygrania w finale, jednak 24 maja zajęła w nim dopiero 18. miejsce. Po udziale w konkursie zajęła z „Hero” piąte miejsce na Sopot Hit Festiwal 2008. W tym samym czasie zaczęła przygotowania do festiwalu Rhapsody in Rock, podczas którego występowała z Robertem Wellsem, a latem wystąpiła z nim podczas Letnich Igrzysk Olimpijskich w Pekinie. W sierpniu podpisała kontrakt płytowy z chińską wytwórnią płytową, która wydała jej album pt. Hero w Chinach. Jesienią 2008 rozpoczęła pracę nad świątecznym albumem pt. Rimfrostjul, który wydała w listopadzie tego samego roku. W tym czasie zaśpiewała gościnnie w kilku programach telewizyjnych, m.in. Sommarkrysset, Victoriadagen i Nationaldagen, a także wystąpiła w charakterze trenera wokalnego w jednym z odcinków Idola. Na początku 2009 wyleciała do Pekinu, gdzie pojawiła się w kilku programach telewizyjnych.

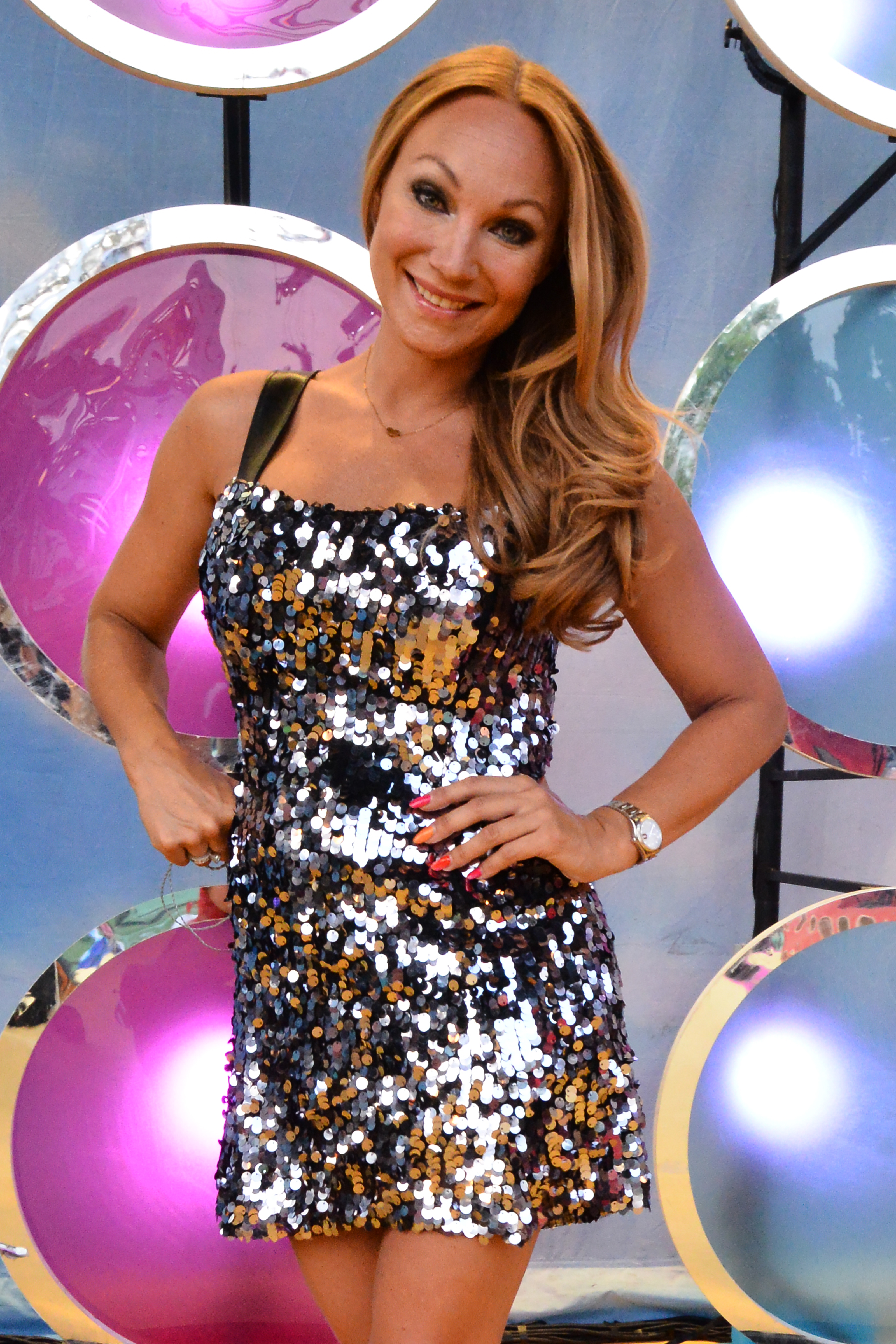
Perrelli (2014)

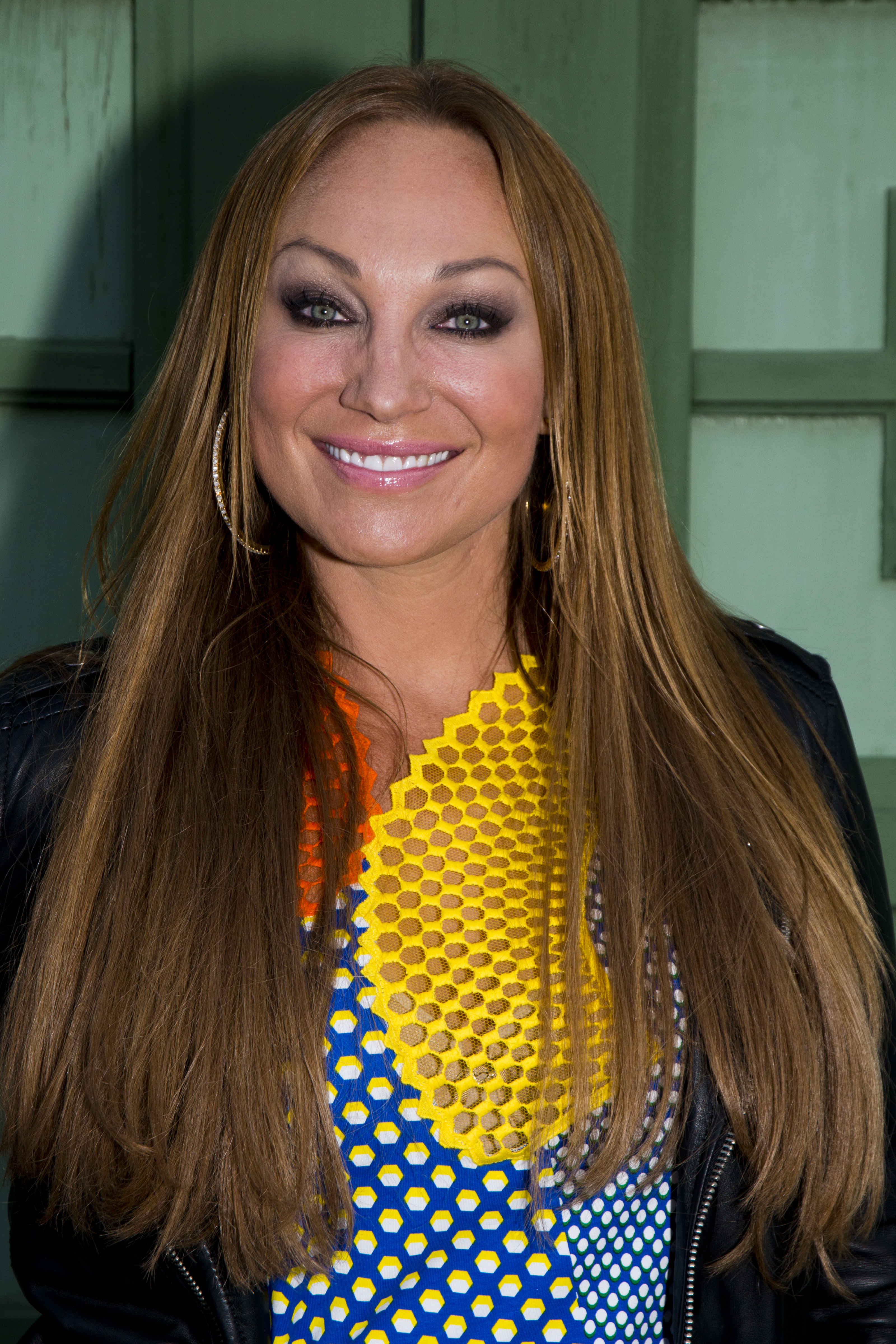
Perrelli na Sommarkrysset 2016

W lipcu 2009 wystąpiła podczas parady szlagierów organizowanej w Sztokholmie. W kolejnych miesiącach nagrała z Magnusem Carlssonem singiel „Mitt livs gemal”, który został zaprezentowany podczas ślubu szwedzkiej pary królewskiej w czerwcu 2010. W grudniu wyruszyła w trasę koncertową po szwedzkich kościołach w celach promocji świątecznej płyty Rimfrostjul. W listopadzie 2011 potwierdziła, że wcieli się w postać Evy Peron w inscenizacji musicalu Evita, wystawianej w Malmö Opera, a także ogłosiła udział w Melodifestivalen 2012, do których zgłosiła się z utworem „The Girl”. Wystąpiła podczas czwartego półfinału eliminacji i zajęła piąte miejsce, nie kwalifikując się do rundy finałowej. Po udziale w selekcjach wydała album pod tym samym tytułem, na którym znalazła się m.in. piosenka „Little Braveheart”, nagrana w duecie z Kate Ryan. Latem 2012 powróciła do występów w musicalu Evita. W grudniu 2013 wydała album pt. Min barndoms jul. 
W 2016 miała poprowadzić drugi półfinał Melodifestivalen, ale ostatecznie wystąpiła jako gość artystyczny wydarzenia. W lutym 2017 wystąpiła z piosenką „Mitt liv” w pierwszym półfinale Melodifestivalen 2017 i zajęła w nim ostatnie miejsce. W 2021 z utworem „Still Young” wzięła udział w programie Melodifestivalen 2021.

### Działalność pozamuzyczna
W latach 1997–1998 grała trenerkę Millan Svensson w serialu Vita lögner.
W 2000 została okrzyknięta „najseksowniejszą Szwedką” według czytelników magazynu „Café”.
Współprowadziła koncerty Melodifestivalen 2003 i Melodifestivalen 2004 oraz program Tillsammans för världens barn (2006), a także była gospodynią programu typu talent show dla dzieci Super Troupers. Była jurorką w programie Talang (2009–2011).
Wydała dwie książki dotyczące fitnessu, Kan du Kan jag (2010) i Kan jag kan du: Träna med Charlotte (2012).
W 2012 wypuściła własną linię perfum i kosmetyków The Girl.

## Życie prywatne
W 2003 wyszła za szwedzko-włoskiego restauratora Nicola Ingrossiego, brata Emilio Ingrosso, który ożenił się z inną szwedzką wokalistką, Pernillą Wahlgren. Z powodu sporów z rodziną Ingrosso, para postanowiła zmienić swoje nazwiska na Perrelli. Charlotte i Nicola doczekali się dwójki synów: Angelo (ur. 2004) i Alessio (ur. 2005). W czerwcu 2008 para ogłosiła separację, we wrześniu kolejnego roku małżeństwo wniosło pozew o rozwód.
W 2012 zaczęła spotykać się z Andersem Jensenem, z którym doczekała się syna, Adriana Romeo Perrelli-Jensena, który przyszedł na świat 30 lipca 2013. 29 sierpnia 2015 w Château d’Esclimont Perrelli i Jensen wzięli ślub.

## Dyskografia

### Albumy studyjne
- Charlotte (1999)
- Miss Jealousy (2001)
- Gone too long (2004)
- I din röst (2006)
- Hero (2008)
- The Girl (2012)
- Min barndoms jul (2013)

### Albumy świąteczne
- Rimfrostjul (2008)

### Single
- 1999 – „Take Me to Your Heaven”
- 1999 – „I Write You a Lovesong”
- 2000 – „Damn You”
- 2001 – „You Got Me Going Crazy”
- 2001 – „Miss Jealousy”
- 2003 – „Broken Heart”
- 2004 – „Million Miles Away”
- 2006 – „I din röst”
- 2006 – „Jag är tillbaks”
- 2008 – „Hero”
- 2008 – „Bullet”
- 2008 – „Addicted”
- 2012 – „The Girl”
- 2012 – „Little Braveheart”